# Ешлі Барті
Ешлі Барті (англ. Ashleigh Barty, 24 квітня 1996) — колишня австралійська тенісистка та крикетистка, переможниця Відкритого чемпіонату США в парному розряді, Відкритого чемпіонату Франції, Австралії та Вімблдонського турніру в одиночному розряді, перша ракетка світу.
Барті народилася в родині австралійського аборигена та австралійки англійського походження другого покоління.
На юніорському рівні вона виграла Вімблдонський турнір 2011 року. Доросла кар'єра Барті розпочалася дуже вдало, особливо в парному розряді. Граючи з Кейсі Деллаква, 2013 року вона пробилася до фіналів Відкритого чемпіонату Австралії, Вімблдону та Відкритого чемпіонату США.
2014 року Ешлі тимчасово зупинила тенісну кар'єру й почала грати професійно в крикет у новій австралійській жіночій лізі за форматом «двадцять20». У лютому 2016 року повернулася до тенісу.
Свій перший титул турнірів WTA-туру Барті здобула на Malaysian Open 2017. Ця перемога дозволила їй пробитися в чільну сотню світового рейтингу. Завдяки стабільним виступам упродовж року в жовтні 2017-го Барті піднялася до чільної двадцятки рейтингу.
Перший титул Великого слема Барті здобула на Відкритому чемпіонаті США 2018 в парному розряді, граючи разом із Коко Вандевей. На Відкритому чемпіонаті Франції 2019 Барті виграла перший одиночний титул Великого слема.
Після виграшу турніру в Бірмінгемі в червні 2019 року Барті очолила світовий рейтинг. Вона утримувала звання першої ракетки світу до середини серпня, але після Відкритого чемпіонату Канади Наомі Осака повернула першість собі. Після Відкритого чемпіонату США 2019 Барті знову очолила світовий рейтинг.
Граючи за Австралію, на серпень Барті виграла 11 (2 поразки) матчів у кубку Федерації в одиночному й 7 (2 поразки) матчів у парному розрядах.
10 липня 2021 року Ешлі виграла Вімблдон, перемігши у трьох сетах Кароліну Плішкову з Чехії.
29 січня 2022 року Ешлі Барті перемогла у Відкритому чемпіонаті Австралії, ставши першою австралійкою, починаючи з 1978 року, яка виграла Australian Open.
У березні 2022 року, у віці 25 років, Ешлі Барті оголосила про завершення кар'єри. Вона стала першою тенісисткою, яка зробила це займаючи перше місце рейтингу WTA

## Значні фінали

### Фінали турнірів Великого шлема

#### Одиночний розряд: 3 (3 титули)
| Результат | Рік  | Турнір          | Поверхня | Супротивниця        | Рахунок            |
| --------- | ---- | --------------- | -------- | ------------------- | ------------------ |
| Перемога  | 2019 | French Open     | Ґрунт    | Маркета Вондроушова | 6–1, 6–3           |
| Перемога  | 2021 | Wimbledon       | Трава    | Кароліна Плішкова   | 6–3, 6–7(4–7), 6–3 |
| Перемога  | 2022 | Australian Open | Хард     | Деніел Коллінз      | 6–3, 7–6(7–2)      |

#### Парний розряд: 6 (1 титул)
| Результат | Рік  | Турнір          | Поверхня | Партнерка         | Супротивниці                       | Рахунок                 |
| --------- | ---- | --------------- | -------- | ----------------- | ---------------------------------- | ----------------------- |
| Поразка   | 2013 | Australian Open | Хард     | Кейсі Деллаква    | Сара Еррані Роберта Вінчі          | 2–6, 6–3, 2–6           |
| Поразка   | 2013 | Wimbledon       | Трава    | Кейсі Деллаква    | Сє Шувей Пен Шуай                  | 6–7(1–7), 1–6           |
| Поразка   | 2013 | US Open         | Хард     | Кейсі Деллаква    | Андреа Главачкова Луціє Градецька  | 7–6(7–4), 1–6, 4–6      |
| Поразка   | 2017 | French Open     | Ґрунт    | Кейсі Деллаква    | Бетані Маттек-Сендс Луціє Шафарова | 2–6, 1–6                |
| Перемога  | 2018 | US Open         | Хард     | Коко Вандевей     | Тімеа Бабош Крістіна Младенович    | 3–6, 7–6(7–2), 7–6(8–6) |
| Поразка   | 2019 | US Open         | Хард     | Вікторія Азаренко | Елісе Мертенс Аріна Соболенко      | 5–7, 5–7                |

### Чемпіонат WTA

#### Одиночний розряд: 1 (1 титул)
| Результат | Рік  | Турнір                       | Поверхня    | Супротивниця    | Рахунок  |
| --------- | ---- | ---------------------------- | ----------- | --------------- | -------- |
| Перемога  | 2019 | Чемпіонат WTA Шеньчжень, КНР | Хард (зала) | Еліна Світоліна | 6–4, 6–3 |

### WTA Elite Trophy

#### Одиночний розряд: 1 (1 титул)
| Результат | Рік  | Турнір | Поверхня | Супротивниця | Рахунок  |
| --------- | ---- | ------ | -------- | ------------ | -------- |
| Перемога  | 2018 | Чжухай | Хард     | Ван Цян      | 6–3, 6–4 |

### Турніри Premier обов'язкові та Premier 5

#### Одиночний розряд: 2 (1 титул)
| Результат | Рік  | Турнір            | Поверхня | Супротивниця      | Рахунок                 |
| --------- | ---- | ----------------- | -------- | ----------------- | ----------------------- |
| Поразка   | 2017 | Wuhan Open        | Хард     | Каролін Гарсія    | 7–6(7–3), 6–7(4–7), 2–6 |
| Перемога  | 2019 | Маямі             | Хард     | Кароліна Плішкова | 7–6(7–1), 6–3           |
| Поразка   | 2019 | China Open        | Хард     | Наомі Осака       | 6–3, 3–6, 2–6           |
| Перемога  | 2021 | Маямі             | Хард     | Б'янка Андреєску  | 6–3, 4–0 відмов.        |
| Поразка   | 2021 | Mutua Madrid Open | Ґрунт    | Аріна Соболенко   | 0–6, 6–3, 4–6           |

#### Парний розряд: 4 (4 титула)
| Результат | Рік  | Турнір         | Поверхня | Партнерка         | Супротивниці                               | Рахунок          |
| --------- | ---- | -------------- | -------- | ----------------- | ------------------------------------------ | ---------------- |
| Перемога  | 2018 | Мастерс Маямі  | Хард     | Коко Вандевей     | Барбора Крейчикова Катержина Сінякова      | 6–2, 6–1         |
| Перемога  | 2018 | Italian Open   | Ґрунт    | Демі Схюрс        | Андреа Сестіні Главачкова Барбора Стрицова | 6–3, 6–4         |
| Перемога  | 2018 | Мастерс Канада | Хард     | Демі Схюрс        | Латіша Чжань Катерина Макарова             | 4–6, 6–3, [10–8] |
| Перемога  | 2019 | Рим (2)        | Ґрунт    | Вікторія Азаренко | Анна-Лена Гренефельд Демі Схюрс            | 4–6, 6–0, [10–3] |

## Фінали турнірів WTA

### Одиночний розряд: 21 (15 титулів, 6 поразок)
| Легенда                                        |
| ---------------------------------------------- |
| Турніри Великого шлему (3–0)                   |
| Фінал WTA (1–0)                                |
| WTA Elite Trophy (1–0)                         |
| Турніри WTA 1000 (Premier 5 / Premier M) (3–3) |
| Турніри WTA 500 (Premier) (5–3)                |
| Турніри WTA 250 (International) (2–0)          |

| Фінали за покриттям |
| ------------------- |
| Тверде (10–4)       |
| Трава (3–1)         |
| Ґрунт (2–1)         |

| Фінали за типом корту |
| --------------------- |
| Відкритий корт (12–6) |
| Закритий корт (3–0)   |

| Результат | W–L  | Дата     | Турнір                                            | Категорія     | Покриття   | Опонент             | Рахунок                 |
| --------- | ---- | -------- | ------------------------------------------------- | ------------- | ---------- | ------------------- | ----------------------- |
| Win       | 1–0  | Бер 2017 | BMW Malaysian Open, Малайзія                      | International | Тверде     | Хібіно Нао          | 6–3, 6–2                |
| Loss      | 1–1  | Чер 2017 | Birmingham Classic, UK                            | Premier       | Трава      | Петра Квітова       | 6–4, 3–6, 2–6           |
| Loss      | 1–2  | Вер 2017 | Wuhan Open, КНР                                   | Premier 5     | Тверде     | Каролін Гарсія      | 7–6(7–3), 6–7(4–7), 2–6 |
| Loss      | 1–3  | Січ 2018 | Sydney International, Австралія                   | Premier       | Тверде     | Анджелік Кербер     | 4–6, 4–6                |
| Win       | 2–3  | Чер 2018 | Nottingham Open, UK                               | International | Трава      | Джоанна Конта       | 6–3, 3–6, 6–4           |
| Win       | 3–3  | Лис 2018 | WTA Elite Trophy, КНР                             | Elite Trophy  | Тверде (i) | Ван Цян             | 6–3, 6–4                |
| Loss      | 3–4  | Січ 2019 | Sydney International, Австралія                   | Premier       | Тверде     | Петра Квітова       | 6–1, 5–7, 6–7(3–7)      |
| Win       | 4–4  | Бер 2019 | Відкритий чемпіонат Маямі з тенісу, U.S.          | Premier M     | Тверде     | Кароліна Плішкова   | 7–6(7–1), 6–3           |
| Win       | 5–4  | Чер 2019 | Відкритий чемпіонат Франції з тенісу, Франція     | Grand Slam    | Ґрунт      | Маркета Вондроушова | 6–1, 6–3                |
| Win       | 6–4  | Чер 2019 | Birmingham Classic, UK                            | Premier       | Трава      | Юлія Гергес         | 6–3, 7–5                |
| Loss      | 6–5  | Жов 2019 | China Open, КНР                                   | Premier M     | Тверде     | Наомі Осака         | 6–3, 3–6, 2–6           |
| Win       | 7–5  | Лис 2019 | Фінал WTA, КНР                                    | WTA Фінали    | Тверде (i) | Еліна Світоліна     | 6–4, 6–3                |
| Win       | 8–5  | Січ 2020 | Adelaide International, Австралія                 | Premier       | Тверде     | Даяна Ястремська    | 6–2, 7–5                |
| Win       | 9–5  | Лют 2021 | Yarra Valley Classic, Австралія                   | WTA 500       | Тверде     | Гарбінє Мугуруса    | 7–6(7–3), 6–4           |
| Win       | 10–5 | Кві 2021 | Miami Open, U.S. (2)                              | WTA 1000      | Тверде     | Б'янка Андреєску    | 6–3, 4–0 ret.           |
| Win       | 11–5 | Кві 2021 | Porsche Tennis Grand Prix, Німеччина              | WTA 500       | Ґрунт (i)  | Аріна Соболенко     | 3–6, 6–0, 6–3           |
| Loss      | 11–6 | Тра 2021 | Мастерс Мадрид, Іспанія                           | WTA 1000      | Ґрунт      | Арина Соболенко     | 0–6, 6–3, 4–6           |
| Win       | 12–6 | Лип 2021 | Вімблдонський турнір, UK                          | Grand Slam    | Трава      | Кароліна Плішкова   | 6–3, 6–7(4–7), 6–3      |
| Win       | 13–6 | Сер 2021 | Мастерс Цинциннаті, U.S.                          | WTA 1000      | Тверде     | Джил Тайхманн       | 6–3, 6–1                |
| Win       | 14–6 | Січ 2022 | Adelaide International, Австралія (2)             | WTA 500       | Тверде     | Олена Рибакіна      | 6–3, 6–2                |
| Win       | 15–6 | Січ 2022 | Відкритий чемпіонат Австралії з тенісу, Австралія | Grand Slam    | Тверде     | Даніель Коллінз     | 6–3, 7–6(7–2)           |

### Парний розряд: 21 (12 титулів, 9 поразок)
| Легенда                                |
| -------------------------------------- |
| Турніри Великого шолома (1–5)          |
| WTA 1000 (Premier 5 / Premier M) (4–0) |
| WTA 500 (Premier) (3–4)                |
| WTA 250 (International) (4–0)          |

| Фінали за покриттям |
| ------------------- |
| Тверде (5–5)        |
| Трава (2–3)         |
| Ґрунт (5–1)         |

| Фінали за типом корту |
| --------------------- |
| Відкритий корт (11–9) |
| Закритий корт (1–0)   |

| Результат | W–L  | Дата     | Турнір                                            | Категорія     | Покриття  | Партнер           | Опоненти                                   | Рахунок                 |
| --------- | ---- | -------- | ------------------------------------------------- | ------------- | --------- | ----------------- | ------------------------------------------ | ----------------------- |
| Loss      | 0–1  | Січ 2013 | Відкритий чемпіонат Австралії з тенісу, Австралія | Grand Slam    | Тверде    | Кейсі Деллаква    | Сара Еррані Роберта Вінчі                  | 2–6, 6–3, 2–6           |
| Win       | 1–1  | Чер 2013 | Birmingham Classic, UK                            | International | Трава     | Кейсі Деллаква    | Кара Блек Марина Еракович                  | 7–5, 6–4                |
| Loss      | 1–2  | Лип 2013 | Вімблдонський турнір, UK                          | Grand Slam    | Трава     | Кейсі Деллаква    | Сє Шувей Пен Шуай                          | 6–7(1–7), 1–6           |
| Loss      | 1–3  | Вер 2013 | Відкритий чемпіонат США з тенісу, США             | Grand Slam    | Тверде    | Кейсі Деллаква    | Андреа Сестіні Главачкова Луціє Градецька  | 7–6(7–4), 1–6, 4–6      |
| Win       | 2–3  | Тра 2014 | Internationaux de Strasbourg, Франція             | International | Ґрунт     | Кейсі Деллаква    | Татьяна Буа Даніела Сегель                 | 4–6, 7–5, [10–4]        |
| Loss      | 2–4  | Чер 2014 | Birmingham Classic, UK                            | Premier       | Трава     | Кейсі Деллаква    | Ракел Атаво Абігейл Спірс                  | 6–7(7–1), 1–6           |
| Win       | 3–4  | Бер 2017 | BMW Malaysian Open, Малайзія                      | International | Тверде    | Кейсі Деллаква    | Ніколь Меліхар Макото Ніномія              | 7–6 (7–5) , 6–3         |
| Win       | 4–4  | Тра 2017 | Strasbourg International, Франція (2)             | International | Ґрунт     | Кейсі Деллаква    | Чжань Хаоцін Латіша Чжань                  | 6–4, 6–2                |
| Loss      | 4–5  | Чер 2017 | Відкритий чемпіонат Франції з тенісу, Франція     | Grand Slam    | Ґрунт     | Кейсі Деллаква    | Бетані Маттек-Сендс Луціє Шафарова         | 2–6, 1–6                |
| Win       | 5–5  | Чер 2017 | Birmingham Classic, UK (2)                        | Premier       | Трава     | Кейсі Деллаква    | Чжань Хаоцін Чжан Шуай                     | 6–1, 2–6, [10–8]        |
| Loss      | 5–6  | Лип 2017 | Eastbourne International, UK                      | Premier       | Трава     | Кейсі Деллаква    | Чжань Юнжань Мартіна Хінгіс                | 3–6, 5–7                |
| Loss      | 5–7  | Сер 2017 | Connecticut Open, U.S.                            | Premier       | Тверде    | Кейсі Деллаква    | Габріела Дабровскі Сюй Їфань               | 6–3, 3–6, [8–10]        |
| Win       | 6–7  | Кві 2018 | Відкритий чемпіонат Маямі з тенісу, U.S.          | Premier M     | Тверде    | Коко Вандевей     | Барбора Крейчикова Катержина Сінякова      | 6–2, 6–1                |
| Win       | 7–7  | Тра 2018 | Мастерс Рим, Італія                               | Premier 5     | Ґрунт     | Демі Схюрс        | Андреа Сестіні Главачкова Барбора Стрицова | 6–3, 6–4                |
| Win       | 8–7  | Сер 2018 | Мастерс Канада, Канада                            | Premier 5     | Тверде    | Демі Схюрс        | Латіша Чжань Катерина Макарова             | 4–6, 6–3, [10–8]        |
| Win       | 9–7  | Вер 2018 | US Open, США                                      | Grand Slam    | Тверде    | Коко Вандевей     | Тімеа Бабош Крістіна Младенович            | 3–6, 7–6(7–2), 7–6(8–6) |
| Win       | 10–7 | Тра 2019 | Italian Open, Італія (2)                          | Premier 5     | Ґрунт     | Вікторія Азаренко | Анна-Лена Гренефельд Демі Схюрс            | 4–6, 6–0, [10–3]        |
| Loss      | 10–8 | Вер 2019 | US Open, США                                      | Grand Slam    | Тверде    | Вікторія Азаренко | Аріна Соболенко Елісе Мертенс              | 5–7, 5–7                |
| Loss      | 10–9 | Січ 2020 | Brisbane International, Австралія                 | Premier       | Тверде    | Кікі Бертенс      | Сє Шувей Барбора Стрицова                  | 6–3, 6–7(7–9), [8–10]   |
| Win       | 11–9 | Кві 2021 | Porsche Tennis Grand Prix, Німеччина              | WTA 500       | Ґрунт (i) | Дженніфер Брейді  | Дезіре Кравчик Бетані Маттек-Сендс         | 6–4, 5–7, [10–5]        |
| Win       | 12–9 | Січ 2022 | Adelaide International, Австралія                 | WTA 500       | Тверде    | Сторм Гантер      | Дарія Юрак Андрея Клепач                   | 6–1, 6–4                |

## Статистика

### Історія виступів в турнірах Великого шлема

#### Одиночний розряд
| Турнір                                 | 2011 | 2012 | 2013 | 2014 | 2015 | 2016 | 2017 | 2018 | 2019 | 2020 | 2021 | 2022 | SR          | Пер–Пор     | % Пер       |
| -------------------------------------- | ---- | ---- | ---- | ---- | ---- | ---- | ---- | ---- | ---- | ---- | ---- | ---- | ----------- | ----------- | ----------- |
| Турніри Великого шолома                |      |      |      |      |      |      |      |      |      |      |      |      |             |             |             |
| Відкритий чемпіонат Австралії з тенісу |      | 1р   | 1р   | 1р   |      |      | 3р   | 3р   | ЧФ   | ПФ   | ЧФ   | П    | 1 / 9       | 24–8        | 75%         |
| Відкритий чемпіонат Франції з тенісу   |      | 1р   | 2р   | 1р   |      |      | 1р   | 2р   | П    |      | 2р   |      | 1 / 7       | 10–6        | 63%         |
| Вімблдонський турнір                   |      | 1р   | К1р  | К3р  |      | К2р  | 1р   | 3р   | 2р   | NH   | П    |      | 1 / 5       | 12–4        | 75%         |
| Відкритий чемпіонат США з тенісу       | К1р  |      | 2р   | 1р   |      |      | 3р   | 2р   | 2р   |      | 3р   |      | 0 / 6       | 11–6        | 65%         |
| Пер–Пор                                | 0–0  | 0–3  | 2–3  | 0–3  | 0–0  | 0–0  | 4–4  | 8–4  | 17–3 | 5–1  | 14–3 | 7–0  | 3 / 27      | 57–24       | 70%         |
| Чемпіонати кінця року                  |      |      |      |      |      |      |      |      |      |      |      |      |             |             |             |
| Фінал WTA                              | —    | —    | —    | —    | —    | —    | —    | —    | П    | НП   |      | —    | 1 / 1       | 4–1         | 80%         |
| Загальна статистика                    |      |      |      |      |      |      |      |      |      |      |      |      |             |             |             |
| Рейтинг на кінець року                 | 669  | 195  | 164  | 218  | N/A  | 325  | 17   | 15   | 1    | 1    | 1    |      | $23,829,071 | $23,829,071 | $23,829,071 |

#### Парний розряд
| Турнір                                 | 2012 | 2013 | 2014 | 2015 | 2016 | 2017 | 2018 | 2019 | 2020 | 2021 | 2022 | SR     | Пер–Пор | % Пер |
| -------------------------------------- | ---- | ---- | ---- | ---- | ---- | ---- | ---- | ---- | ---- | ---- | ---- | ------ | ------- | ----- |
| Відкритий чемпіонат Австралії з тенісу | 1р   | Ф    | 2р   |      |      | ЧФ   | 2р   | 2р   | 2р   | 2р   |      | 0 / 8  | 13–6    | 68%   |
| Відкритий чемпіонат Франції з тенісу   |      | 1р   | ЧФ   |      |      | Ф    | 1р   | 3р   |      |      |      | 0 / 5  | 10–5    | 67%   |
| Вімблдонський турнір                   |      | Ф    | ЧФ   |      | 1р   | ЧФ   |      | 3р   | NH   |      |      | 0 / 5  | 13–4    | 76%   |
| Відкритий чемпіонат США з тенісу       |      | Ф    | 1р   |      |      | 2р   | П    | Ф    |      |      |      | 1 / 5  | 17–4    | 81%   |
| Пер–Пор                                | 0–1  | 15–4 | 7–4  | 0–0  | 0–1  | 12–4 | 7–2  | 10–2 | 1–1  | 1–0  | 0–0  | 1 / 23 | 53–19   | 74%   |